# Doliops multifasciata
Doliops multifasciata är en skalbaggsart som beskrevs av Schultze 1922. Doliops multifasciata ingår i släktet Doliops och familjen långhorningar.
Artens utbredningsområde är Filippinerna. Inga underarter finns listade i Catalogue of Life.